# Тусон
Тусо́н (исп. и англ. Tucson, английское произношение: [ˈtuːsɒn]) — крупный город в штате Аризона (США) и административный центр округа Пима. Является одним из быстрорастущих городов США. Население непосредственно города — 545 975 жителей (2018), это второй по величине город штата Аризона после столицы штата — Финикса.

## География
Город расположен на юге штата Аризона (на юго-западе США), в крупном оазисе долины реки Санта-Крус на полупустынном плато. Располагается в 188 км к юго-востоку от Финикса. Испытывает дефицит водных ресурсов.

### Климат
Тусон расположен в зоне жаркого семиаридного климата (по классификации Кёппена — BSh). Ярко выражены два основных сезона — очень жаркое лето и мягкая зима. В среднем за год выпадает около 300 мм осадков, которые в основном выпадают в летний сезон дождей, с уменьшением их количества в осенний и особенно в весенний периоды.
| Показатель                    | Янв.  | Фев. | Март | Апр. | Май  | Июнь | Июль | Авг. | Сен. | Окт. | Нояб. | Дек.  | Год   |
| ----------------------------- | ----- | ---- | ---- | ---- | ---- | ---- | ---- | ---- | ---- | ---- | ----- | ----- | ----- |
| Абсолютный максимум, °C       | 31,1  | 33,3 | 37,2 | 40,0 | 43,9 | 47,2 | 45,6 | 44,4 | 41,7 | 38,9 | 34,4  | 29,4  | 47,2  |
| Средний суточный максимум, °C | 18,6  | 20,3 | 23,4 | 27,8 | 33,1 | 37,9 | 37,6 | 36,3 | 34,7 | 29,3 | 23,1  | 18,2  | 28,4  |
| Средняя температура, °C       | 11,4  | 12,9 | 15,6 | 19,4 | 24,4 | 29,3 | 30,6 | 29,6 | 27,6 | 21,7 | 15,4  | 11,1  | 20,8  |
| Средний суточный минимум, °C  | 4,3   | 5,7  | 7,9  | 11,1 | 15,8 | 20,7 | 23,6 | 22,9 | 20,3 | 14,1 | 7,8   | 3,9   | 13,2  |
| Абсолютный минимум, °C        | −14,4 | −8,3 | −6,7 | −2,8 | 0,0  | 6,1  | 9,4  | 12,8 | 6,1  | −3,3 | −7,2  | −12,2 | −14,4 |
| Норма осадков, мм             | 22,1  | 17,8 | 18,3 | 7,6  | 4,6  | 5,1  | 60,2 | 55,6 | 42,4 | 26,9 | 17,0  | 27,2  | 304,8 |
| Источник: «Погода и Климат»   |       |      |      |      |      |      |      |      |      |      |       |       |       |

## История
Долгое время единственными обитателями Тусона были индейские племена навахо.
Первый европейский форт здесь был основан в 1768 году испанцами, после чего город находился под контролем Испании, а затем независимой Мексики.
В составе США с 1853 года. Интенсивное развитие началось только с 1877 года.
8 января 2011 года в Тусоне у супермаркета сети Safeway произошло покушение на члена Палаты представителей Конгресса США от Аризоны Габриэль Гиффордс. Были убиты 6 человек и 14 ранены.

## Население
Население Тусона в 1974 году составляло всего 285 тыс. жителей, но к середине 2018 года выросло до 545 975 человек, что ставит его на 33 место среди всех городов США. Население агломерации по предварительным данным на 1 июля 2018 года составляло 1 039 073 человека (53-е место).
Этнический состав населения очень разнообразен:
- 69,7 % — белые американцы (в том числе, неиспаноязычные — 47,2 %),
- 36 % — мексиканцы (независимо от расовой принадлежности),
- 5 % — афроамериканцы,
- 2,9 % — азиаты,
- 2,7 % — индейцы,
- 0,2 % — выходцы из Океании[6].

В городе много нелегальных мигрантов из соседней Мексики. Доход на душу населения в городе поэтому невысок — около 16 000 долларов на человека в год (по США в целом 41 000).
Город является одним из популярных мест для пенсионеров и людей предпенсионного возраста.

## Экономика
Город является центром по производству управляемых ракет, сборке самолётов, радиоэлектроники. Хорошо развито производство оптических приборов и оптоэлектроники; иногда Тусон называют «Долиной оптики» (по аналогии с Кремниевой долиной).
Тусон — транспортный узел Центрального района орошаемого земледелия, пастбищного животноводства (овцы, козы, коровы) и горнодобывающей промышленности. В окрестных горах ведётся добыча медной руды, полиметаллов, урановой руды, а в самом городе — выплавка меди.
В городе расположен Аризонский университет.

## Транспорт
- Международный аэропорт Тусон (англ. Tucson International Airport)
- Железнодорожная станция Amtrak, обслуживающая поезд Sunset Limited (Лос-Анджелес-Новый Орлеан, 3 раза в неделю).

## Военное значение
В годы Холодной войны (1960—1980) в Тусоне располагалась база стратегических сил сдерживания США. В окрестностях города было расположено 18 пусковых шахт баллистических ракет Titan 2. После 1982 года ракеты были сняты с боевого дежурства, и все шахты кроме одной ликвидированы. В оставшейся шахте расположился музей ракет Титан.

## Достопримечательности
В городе туристов привлекают здания испанской архитектуры и множество музеев: музей штата Аризона, художественный музей (представляющий латиноамериканское искусство), музей Аризонского исторического общества. В центре города расположен отреставрированный исторический квартал, некогда часть испанского форта.
К северо-западу от города расположен национально-природный памятник «Сагуаро», представляющий собой кактусовый лес. Поблизости находится зимний климатический курорт национального значения (лечение заболеваний органов дыхания).
В 72 км от города располагается Китт-пикская астрономическая обсерватория — национальная обсерватория США, расположенная на горе Китт-Пик (Kitt Peak, 2095 м).
В 1955 году в Тусоне зародилась одна из крупнейших выставок драгоценных камней и минералов в мире — Tucson Gem & Mineral Show, которая стала проводиться ежегодно с конца января до середины февраля под эгидой Tucson Gem and Mineral Society.
Рядом с городом расположена военно-воздушная база Дэвис Монтен, и по соседству — крупнейшее в мире хранилище (кладбище) списанной и законсервированной военной авиационной техники, так называемый «boneyard».

## Города-побратимы
- Алма-Ата  Казахстан[9]
- Печ  Венгрия[9]
- Сьюдад-Обрегон  Мексика[9]
- Нуакшот  Мавритания[9]
- Графство Роскоммон  Ирландия[9]
- Сулеймания  Ирак[9]
- Сеговия  Испания[9]
- Трикала  Греция[9]
- Гвадалахара  Мексика[9]
- Тайчжун  Китайская Республика[9]
- Люпаньшуй  Китай[9]